# Fier d'Ars

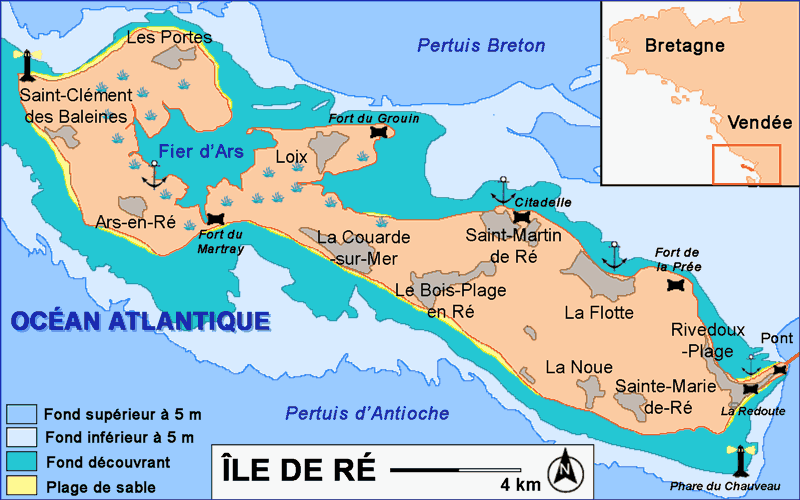
Carte de l'Île de Ré ; Le Fier est à gauche.

Le Fier d'Ars est une baie de 800 hectares qui se situe dans l'ouest de l'île de Ré, et s'ouvre, au nord-est, sur le pertuis Breton. Il est entouré par les communes de Saint-Clément-des-Baleines à l'ouest, des Portes-en-Ré au nord, d'Ars-en-Ré au sud et de Loix à l'est. 
Sa formation est liée à la création de l'Île de Ré, par réunion de trois îles. 
Sa traversée est obligatoire par un chenal pour accéder au port d’Ars, il abritait jadis le port des Portes. La Patache dans son nord est un point de mouillage pour les ostréiculteurs et les plaisanciers.

## La nature

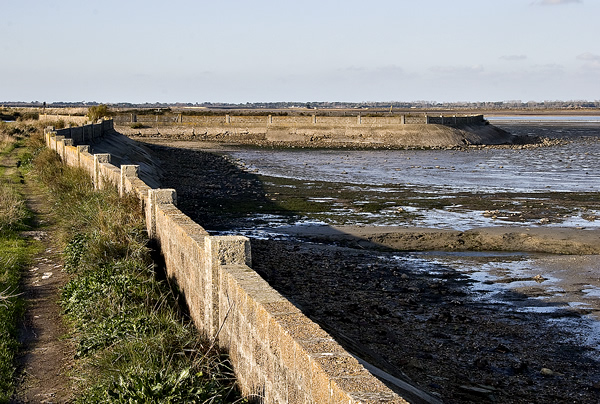
Cette digue borde le fier d'Ars sur presque sa totalité.

Presque sans eaux à marée basse, aux fonds très vaseux, il abrite des activités humaines dont l'ostréiculture et la saliculture. En 2003, il est désigné par la France comme zone humide d'importance mondiale au titre de la convention de Ramsar, grâce à la riche flore présente. Par ailleurs, beaucoup d'oiseaux sont présents dans le fier, son nord est une réserve naturelle gérée par la LPO, "Lilleau des Niges". 
L'environnement est aussi très préservé sur le reste de l'Île de Ré. Certains risques menacent le Fier comme l'ensablement, un grand banc de sable « Le banc du bûcheron » s’est formé, tel un bouchon, à la sortie du Fier favorisant son envasement. Cet endroit découvrant à marée descendante, formant une petite île, est très prisé des plaisanciers pour le pique-nique.

## Étymologie et histoire
L'origine du mot « fier » n'est pas confirmée et reste à l'état d'hypothèse. Le mot pourrait provenir de « Fiert », mais certaines personnes pensent que le mot scandinave « fjord » serait à l'origine de « fier » (Ré fut pillée par les Normands vers le Xe siècle). 
Il était avant appelé « mer du Fief » jusqu'au XVIIIe siècle, et les rhétais le prononçaient « Fié ». À partir du XVe siècle, des marais salants furent créés, par ailleurs, ce Fier d'Ars s'est formé de dépôts naturels et de séries d'endiguements au fil du temps.